# Bruino
Bruino là một đô thị ở tỉnh Torino trong vùng Piedmont, có vị trí cách khoảng 20 km về phía tây nam của Torino, nước Ý. Tại thời điểm ngày 31 tháng 12 năm 2004, đô thị này có dân số 7.928 người và diện tích là 5,6 km².
Đô thị Bruino có các frazioni (các đơn vị trực thuộc, chủ yếu là các làng) Villaggio Alba Serena, Marinella, La Quercia, và Valverde.
Bruino giáp các đô thị: Rivalta di Torino, Sangano, và Piossasco.